# 弘前市立常盤野小中学校
弘前市立常盤野小中学校（ひろさきしりつ ときわのしょうちゅうがっこう）は青森県弘前市大字常盤野字湯の沢にある公立小学校・中学校。2023年（令和5年）度の在籍者数は、小学校17名、中学校17名である。

## 沿革
- 1881年（明治14年） - 常盤野村に、常盤野小学発足。
- 1887年（明治20年） - 百沢簡易小学校に併合される。
- 1892年（明治25年）6月22日 - 百沢尋常小学校常盤野分校となる。
- 1941年（昭和16年）4月1日 - 国民学校令により、百沢国民学校常盤野分校と改称。
- 1947年（昭和22年）
  - 4月1日 - 学制改革により、百沢村立百沢小学校常盤野分校と改称。同日、百沢小学校常盤野分校校舎に併設の形で、岩木村立岩木中学校常盤野分校発足。
  - 4月21日 - 岩木中学校常盤野分校開校式挙行。
- 1949年（昭和24年）3月19日 - 学校統合により、大浦村外二ケ村学校組合立岩津軽中学校常盤野分校と改称。
- 1952年（昭和27年）3月31日 - 百沢小学校・百沢中学校常盤野分校が独立して、常盤野小学校・常盤野中学校となり、創立。
- 1954年（昭和29年）11月12日 - 校舎新築落成。
- 1968年（昭和43年）11月1日 - 中学校校舎増築。
- 1970年（昭和45年）
  - 6月 - 火災により、校舎焼失[2]。
  - 12月 - 校舎再建[2]。
- 現在[いつ?] - 小中併設校となり、弘前市立常盤野小中学校になる。
- 1998年（平成10年） - 新校舎完成[3]。
- 2018年（平成30年）4月1日 - 小規模特認校に指定された[4][5]。

## 学区
百沢の一部、常盤野。
- 小学校・中学校ともに学区は同じである。

## 交通
- 弘南バス弘前駅 - 枯木平線『湯段口』停留所下車後、徒歩。